# Hrabstwo Mineral (Nevada)

Piramida wieku hrabstwa

Hrabstwo Mineral – amerykańskie hrabstwo znajdujące się na południowym zachodzie stanu Nevada. W roku 2000 liczba mieszkańców wynosiła 5 071. Stolicą jest Hawthorne.

## Historia
Mineral powstało w 1911 roku poprzez oddzielenie się od hrabstwa Esmeralda. Ponieważ mieszkańcy zaczęli się gromadzić w Goldfield w 1907 roku. Nazwa nawiązuje do bogactw mineralnych.

## Geografia
Całkowita powierzchnia wynosi 9876 km² (3 813 mil²) z czego 9729 km² (3 756 mil²) stanowi ziemia, a 146 km² (57 mil², 1,48%) woda.

### CDP
- Hawthorne
- Mina
- Schurz
- Walker Lake

### Widma miasta
- Aurora

### Sąsiednie hrabstwa
- Hrabstwo Lyon – północny zachód
- Hrabstwo Churchill – północ
- Hrabstwo Nye – północny wschód
- Hrabstwo Esmeralda – południowy wschód
- Hrabstwo Mono w Kalifornii – południowy zachód